# Adam Zygmunt Sapieha
Adam Zygmunt książę Sapieha-Kodeński z Krasiczyna herbu Lis (ur. 2 maja 1892 w Heluanie, zm. 20 października 1970 w Brukseli) – polski ziemianin, lotnik, porucznik rezerwy kawalerii Wojska Polskiego.

## Życiorys
Był synem Władysława Leona, bratankiem kardynała Adama Stefana, bratem Leona, Józefa, Aleksandra, Andrzeja Józefa i Stanisława.
W czasie I wojny światowej walczył w szeregach cesarskiej i królewskiej Armii – od 1916 jako obserwator w c. i k. Lotnictwie. Jego oddziałem macierzystym był Galicyjski Pułk Ułanów Nr 2 z Tarnowa. W czasie służby w c. i k. Armii awansował na kolejne stopnie w korpusie oficerów kawalerii: chorążego (1 listopada 1913), podporucznika i porucznika (1 listopada 1915).
Walczył także w polskiej kawalerii. 8 stycznia 1924 został zatwierdzony w stopniu porucznika ze starszeństwem z 1 czerwca 1919 i 116. lokatą w korpusie oficerów rezerwowych kawalerii. Posiadał przydział w rezerwie do 2 Pułku Szwoleżerów Rokitniańskich w Bielsku. 
10 grudnia 1918 w Krakowie wziął ślub z Teresą z Sobańskich (20 października 1891–14 października 1981), córką hrabiego Michała Marii Sobańskiego i hrabiny Ludwiki z Wodzickich, siostrą Antoniego Sobańskiego. Para miała ośmioro dzieci:
- Zofia Sapieha (1919–1997)
- Róża Maria Sapieha
- Gabriela Sapieha (1922–1924)
- Adam Sapieha (ur. i zm. 23 listopada 1923)
- Jadwiga Teresa Sapieha (ur. 15 grudnia 1924) – 17 maja 1947 wyszła za mąż za Maurice'a de San (1911–1997)
- Michał Ksawery Sapieha
- Maria Ludwika Sapieha (ur. 9 sierpnia 1931) – 19 kwietnia 1955 wyszła za mąż za Maximiliena de Hemptinne
- Stanisław Artur Sapieha (9 stycznia 1937–10 marca 1956)

Prawnuczką Adama Zygmunta jest Matylda d'Udekem d'Acoz, królowa Belgów.
Adam Zygmunt i Teresa Sapiehowie byli przed II wojną światową właścicielami rozległych posiadłości w Zakopanem. W 1939 wyjechali do Afryki, później osiedli w Belgii.

## Ordery i odznaczenia
- Krzyż Zasługi Wojskowej 3 klasy z dekoracją wojenną i mieczami[8]
- Signum Laudis Brązowy Medal Zasługi Wojskowej z mieczami na wstążce Krzyża Zasługi Wojskowej[8]
- Krzyż Pamiątkowy Mobilizacji 1912–1913[8]